# 怪獣総進撃

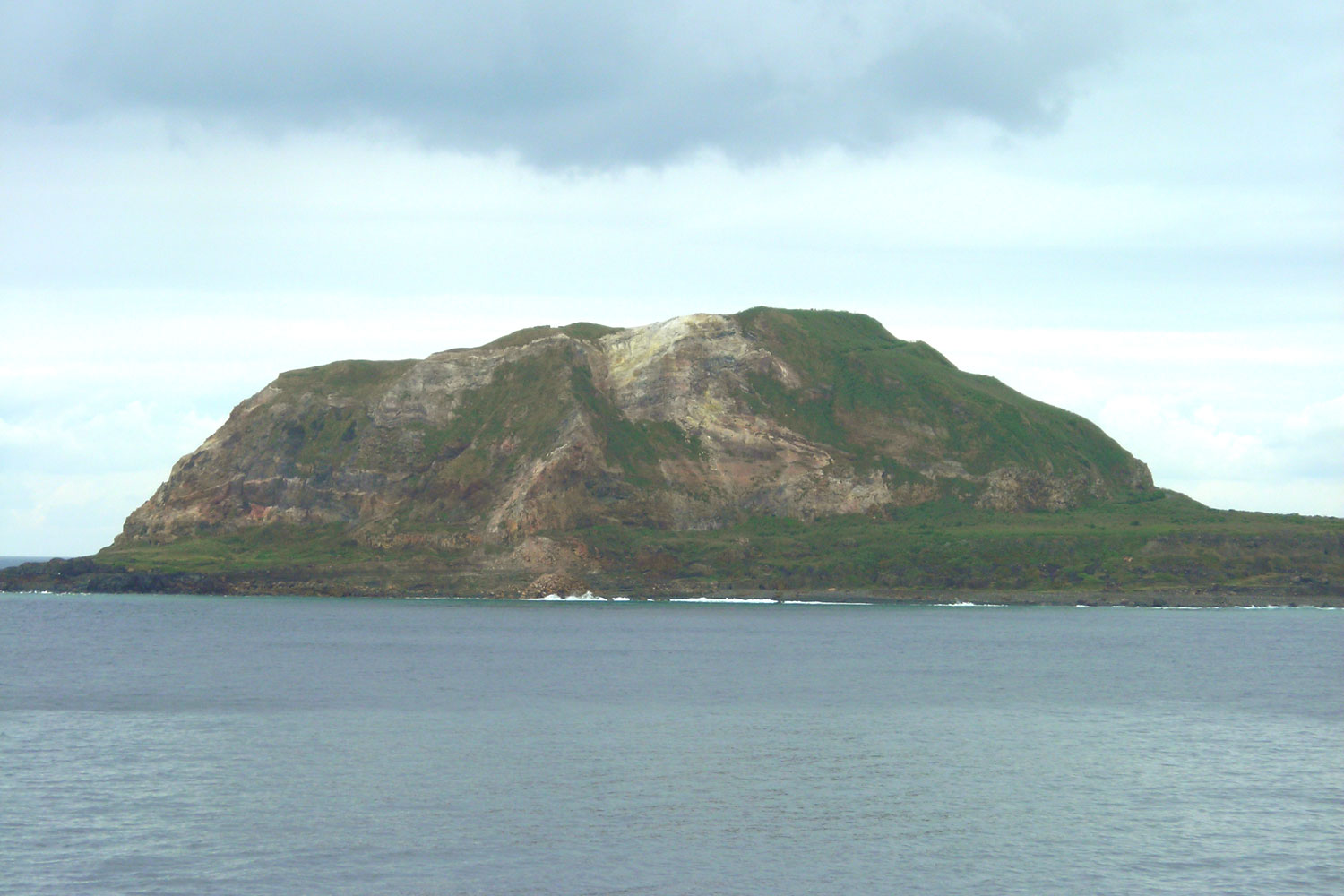
国連の宇宙港は硫黄島にあるという設定

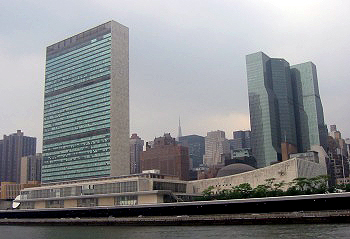
ゴジラの放射能火炎で粉砕されるニューヨーク国連ビル（左）

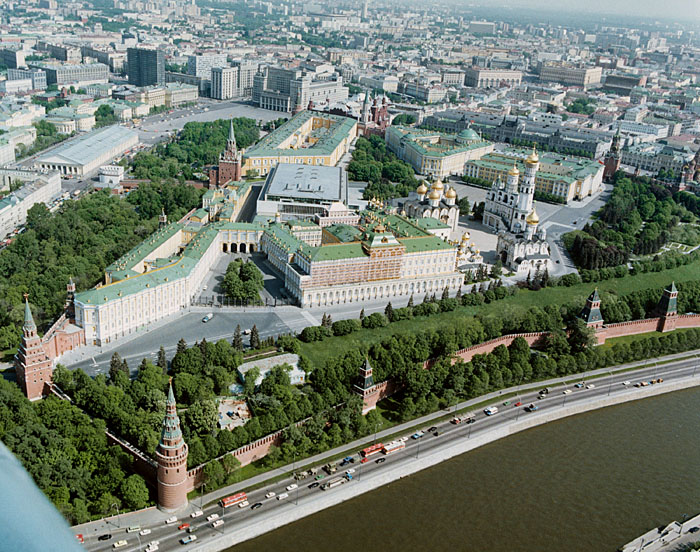
ラドンの衝撃波によって吹き飛ぶモスクワのクレムリン宮殿

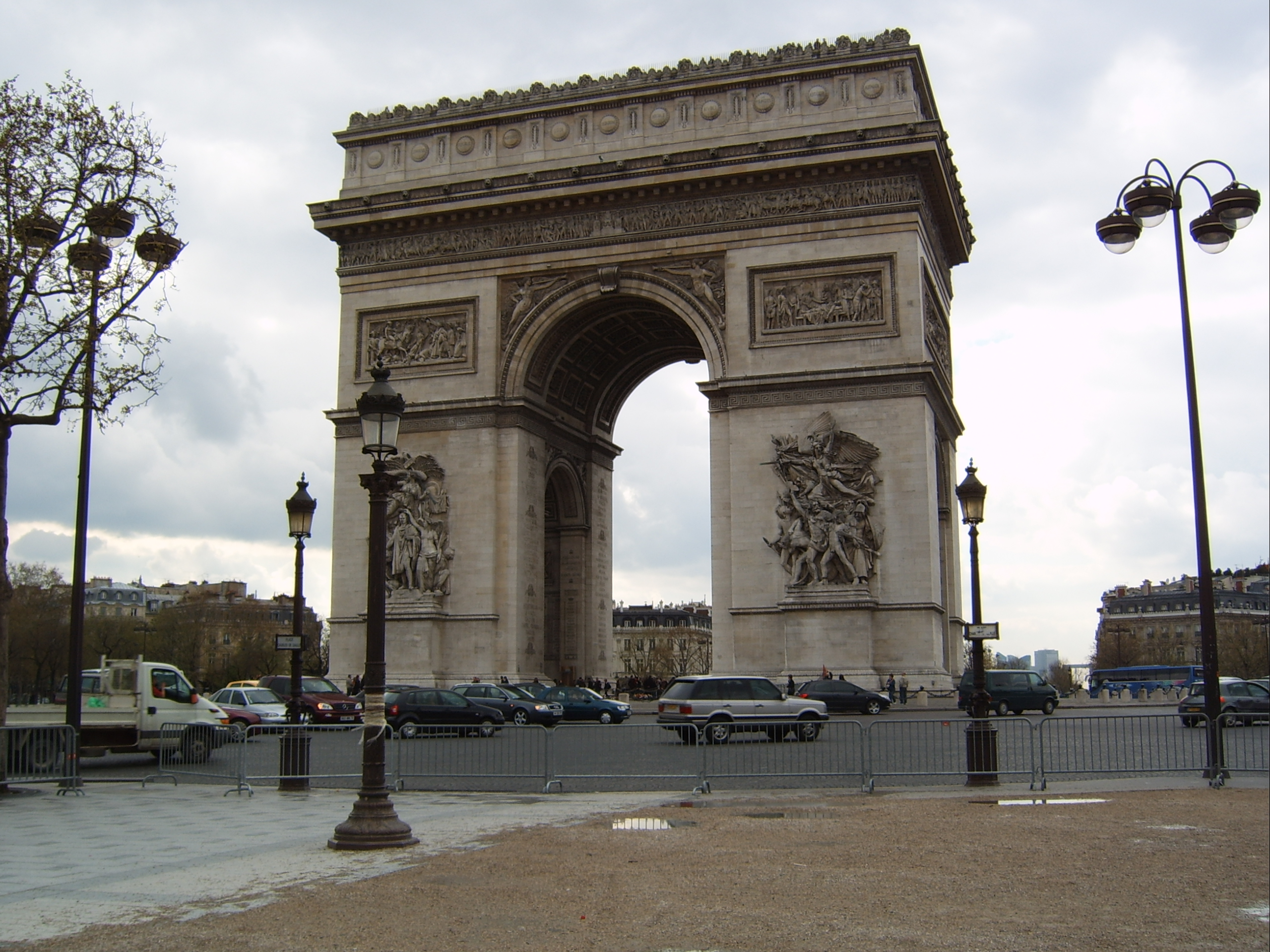
ゴロザウルスによってパリのエトワール凱旋門が破壊される

『怪獣総進撃』（かいじゅうそうしんげき）は、1968年（昭和43年）8月1日に封切り公開された日本映画で、ゴジラシリーズの第9作。製作、配給は東宝。カラー、シネマスコープ。略称は『総進撃』。監督は本多猪四郎、主演は久保明。
併映は『海底軍艦』（短縮版）、『海ひこ山ひこ』。
観客動員数は258万人。

## 概要
東宝特撮怪獣映画20作記念として、ゴジラをはじめとする11体の東宝怪獣を集結させた作品。作品の舞台も、孤島をメインとしていた前2作（『ゴジラ・エビラ・モスラ 南海の大決闘』、『怪獣島の決戦 ゴジラの息子』）に対し、世界各地の都市を怪獣が襲い、宇宙にも舞台が広がるなどスケールアップしている。一方で、東宝特撮映画を数多く手掛けた監督本多猪四郎・脚本馬渕薫コンビの作品としては人間ドラマが弱いものとなっている。
SFブームと宇宙開発ブームの最盛期に製作された本作品はSF的要素が加味され、「怪獣ランド」の設定も後年におけるテーマパーク構想の先駆けとされる。モダンなデザインの調査用宇宙艇ムーンライトSY-3号の活躍が描かれるほか、近未来という設定ゆえに携帯テレビが登場する、防衛隊のミサイル車両などもヘリコプターからの遠隔操縦で動くという設定が盛り込まれている。演出面でも、月からの長距離電話料金に言及したり、農夫が同郷の月基地隊員の話題を語ったりするなど、近未来の日常が表現されている。
監督の本多は、本作品の劇場パンフレットに映画のSF設定について特別エッセイを寄稿している。また、1971年（昭和46年）の特撮テレビドラマ『帰ってきたウルトラマン』（円谷プロダクション、TBS）第1話ではサブタイトルとして本作品のタイトルが引用されており、監督も本多が務めた。
併映作品は、シリーズで初めて一般映画ではなく、再上映の特撮作品と人形アニメーションという子供向けを意識した組み合わせとなった。この流れは、第一次怪獣ブームを受けて前々年の『フランケンシュタインの怪獣 サンダ対ガイラ』や前年の『キングコングの逆襲』から見られたもので、本作品が好調であったことから、後の東宝チャンピオンまつりへつながったとされる。

## ストーリー
20世紀末、国連科学委員会 (U.N.S.C.) は硫黄島に宇宙港を建設する一方、世界の恐怖だった怪獣たちを小笠原諸島の周辺にある海洋牧場（通称「怪獣ランド」）に集め、平和裏に管理・研究していた。
しかし、怪獣ランドに突然謎の毒ガスが充満して連絡が断たれ、怪獣たちが主要都市に出現して暴れ始める。原因を突き止めるべく、国連科学委員会は月開発基地の月ロケット「ムーンライトSY-3号」艇長の山辺克男に怪獣ランドの調査を依頼する。
調査に急行した山辺たちは、怪獣ランドの職員たちによるリモートコントロールで怪獣たちが操られていることを知る。さらに、その職員たちを操るキラアク星人が姿を現し、恐るべき地球侵略計画が明らかになる。
山辺たちは大谷と杏子を連れて帰ろうとしたところ、またもガスが充満し始めた。なんとか大谷だけを救出した山辺は吉田博士と共にホテルにかくまうが、大谷は窓から飛び降りて自殺してしまう。検視の結果、大谷の体内からは小型受信機が発見され、キラアク星人に操られていたことが判明する。同様に怪獣たちも操られていると確信した山辺は、電波研究所と協力してSY-3号で発信源を調査する。世界各地から発信機が発見され、吉田はこれらのためにキラアク星人と怪獣ランド職員が世界で暗躍していると考えて発見を呼びかける。
警戒体制の中、東京に潜伏していた杏子により、ラドン、ゴジラ、マンダ、モスラが出現する。防衛軍はミサイル攻撃で応戦するが都市に被害を与えるだけに終わったうえ、怪獣たちには逃げられてしまう。一方、防衛軍指揮官は伊豆の地下にバラゴンが現れたことから、キラアク星人がその地下に基地を建設するために日本から目をそらすよう、怪獣たちを世界に出現させたことに気づく。すると、防衛軍司令部に突然杏子が姿を現し、キラアク星人の居住権を認めて共存共栄を図れと主張する。憤った山辺は杏子に組みかかり、コントロール装置がイヤリングであることを看破して剥ぎ取る。杏子は正気に戻るが、操られていた間の記憶は無くしていた。
防衛軍はバラゴンが出現した地点に攻撃を開始する。山辺たちもSY-3号で基地着陸を試みるが着陸地点にゴジラが出現し、激戦に入る。妨害電波によって戦車のコントロールが効かなくなったところにアンギラスも登場し、旗色が悪いと判断した防衛軍は撤退を余儀なくされる。帰還途中のSY-3号はキラアク星人の円盤に遭遇して追尾し、富士山の麓へ着陸するところを確認する。後日、防衛軍との大捜索を行なっていた山辺たちは秘密基地を発見する。キラアク星人はホログラムで出現し、富士火山脈一帯を自分たちの領土と主張する。
その頃、発信機を調査していた吉田博士はコンピュータで解析した結果、電波の根源が月にあると断定し、SY-3号を向かわせる。月の地下基地に潜入しようと試みた山辺たちは激しい妨害攻撃に晒されながらも探検車で入口まで到達し、閉ざされた防壁をメーサーで破壊する。基地内の空調を含む装置が破壊された内部に入った山辺たちは蠢（）く金属を発見し、キラアク星人の正体が鉱物生命体であることを知ると、唯一残っていた怪獣のコントロール装置を探検車のメーサーで取り外し、地球へ持ち帰る。
吉田博士は山辺たちが持ち帰ってきたコントロール装置を改良し、自分たちが怪獣を操ることに成功すると、怪獣たちにキラアク星人の地下基地を攻撃させるため、富士山麓に集結させる。ところが、キラアク星人もその対策としてキングギドラを呼び寄せる。富士山麓での激戦が繰り広げられた結果、ゴジラ、ミニラ、ラドン、モスラ、ゴロザウルス、アンギラス、クモンガら地球怪獣連合の連携に遭い、キングギドラは倒される。
キラアク星人は飛行怪獣ファイヤードラゴンに怪獣ランドを襲わせ、コントロール装置を破壊して勝ち誇るが、ゴジラたちは自分たちの意思でキラアク星人を敵と判断し、地下基地に攻め込む。ゴジラの激しい攻撃で地下基地は崩壊して周囲の気温が急低下した結果、キラアク星人は鉱物の姿と化し、活動を停止する。富士山麓に戻ってきたファイヤードラゴンに山辺たちはSY-3号で立ち向かうが、妨害電波に遭って冷線ミサイルの自動照準が効かないため、手動に切り替えて攻撃する。ファイヤードラゴンはSY-3号に乗りかかったところを山辺の急旋回に耐えかねて離れ、キラアク星人の円盤としての正体を現す。山辺はSY-3号の冷線ミサイルで円盤を撃墜し、墜落したそれによる誘爆で地下基地も破壊された。
やがて、怪獣ランドは再建され、そこには静かに暮らす怪獣たちの姿があった。

## 登場人物
山辺 克男（）
国連科学委員会の技師。ムーンライトSY-3号の艇長を務め、キラアク星人と戦う。前向きで正義感の強い性格。

真鍋 杏子（）
国連科学委員会の技師で、小笠原怪獣ランドコントロールセンターの職員。山辺の恋人。23歳。
コントロールセンターに赴任した直後にキラアク星人の襲撃に遭い、操られて工作活動を行う。

吉田博士（）
小笠原怪獣ランドおよび海底牧場の所長。
東京で国連科学委員会に出席していた際に怪獣ランドがキラアク星人に襲撃された後、キラアク星人への対策を指揮する。

大谷博士（）
小笠原怪獣ランドコントロールセンターの技師長。
キラアク星人に操られ、怪獣たちを世界各地で暴れさせる。山辺に救出されるが、キラアク星人の命令で飛び降り自殺してしまう。

西川（）
月探検基地の技師長で、山辺の上司。

多田参謀少佐（）
統合防衛司令部参謀。天城山中で対ゴジラ・アンギラスの指揮を執る。

杉山警備司令（）
統合防衛司令部の警備司令官。東京や伊豆で対怪獣の指揮を執る。

岡田（）
ムーンライトSY-3号の乗組員。山辺の右腕として、キラアク星人との対決に赴く。

スチーブンソン博士
国連科学委員会の委員を務める科学者。山辺が月から持ち帰った金属塊を分析し、キラアク星人の性質を解明した。

## 登場キャラクター
ゴジラ

ミニラ

ラドン

モスラ（幼虫）

アンギラス

バラン

バラゴン

ゴロザウルス

マンダ

クモンガ

キングギドラ

- ゴジラとアンギラス以外は過去の造形物を補修して流用。
- 検討用台本の段階では、アンギラス、ゴロザウルス、ミニラは入っておらず、マグマやエビラが含まれていた[82]。

### キラアク星人
火星と木星の間に存在する小惑星帯に住んでいた高度な科学文明を持つ宇宙生命体。尼僧に似たケープを着た女性ヒューマノイドに擬態して地球人の前に現われるが、正体は小さな鉱物生命体であり、本来は人頭大の岩のような姿をしている。
低温が弱点であり、高温下でなければ女性ヒューマノイドの姿を維持できないため、富士火山帯を基地として地球の火山脈を狙って侵略に乗り出した。地球人が普通に住める程度の常温下でも活動不能となるため、基地の外へ出ることはないが、低温下でも死亡には至らずに鉱物化するだけに過ぎないため、実質上は不死である。
月面カッシーニ噴火口に基地を建設し、手始めにゴジラをはじめとする地球怪獣たちを保護している小笠原怪獣ランドを襲撃すると、島を毒ガスで覆って怪獣ランドの職員たちや地球怪獣たちを拉致する。職員たちについては自分たちの意向を伝える使節や護衛として、地球怪獣たちについては侵略の戦力としてそれぞれ小型のコントロールマシンで操り、世界の主要都市を次々と攻撃する。
世界各地へ半径2,000キロメートルまで電波が届く送信機をばら撒いていたが、それらは国連によってすべて回収される。さらに、月面基地に設置していたコントロールシステム本体もムーンライトSY-3号の活躍で奪取され、地球怪獣たちを操れなくなった結果、地球人に操られた地球怪獣たちに富士の麓の本拠地を包囲される。
キングギドラに地球怪獣たちを迎撃させるが、その連係プレイにキングギドラは翻弄されて敗北する。最後の手駒として円盤を炎で包み、炎の怪獣ファイヤードラゴンに偽装して差し向け、コントロールシステムを破壊するが、そこから解放された地球怪獣たちは自らの意思でキラアク星人への攻撃を続行する。まもなく、ファイヤードラゴンをSY-3号の攻撃によって撃墜されたうえ、本拠地もゴジラによって粉砕されたため、キラアク星人は全員が鉱物化して侵略も潰える。
- 名前の由来は『忠臣蔵』の登場人物、吉良上野介より[出典 26]。後述のとおり、当初は『怪獣忠臣蔵』という企画であったため、内容にちなむ名称となった[94][46]。
- キラアク星人が使用する銃のプロップは、『地球攻撃命令 ゴジラ対ガイガン』や『ゴジラ対メカゴジラ』でも宇宙人側の銃として流用されており、2014年の時点で2丁の現存が確認されている[97]。
- 本拠地のセットは不燃性の素材で制作され、火炎放射器を用いて実際に燃やしている[98]。

## 登場兵器・メカニック

### 国連科学委員会
ムーンライトSY-3（）（ムーンライトSY-3号）
国連科学委員会 (U.N.S.C.) が開発・所有する月基地と地球を繋ぐ、新鋭の原子力科学調査船。硫黄島の第二宇宙空港を母港としている。機体の左右に有する可変後退翼にジェット推進とロケット推進を併用することにより、大気圏内外での飛行が可能となっている。乗員は5名。大気圏離脱時には後部に巨大ブースターを装着して通常のロケットと同様に発射台から垂直離陸しており、このブースターを含めてムーンライトSY-3システムと呼ばれる。なお、このブースターは月から地球への帰還時にもドッキングされる。
武装は船内に装軌式で5人乗りの探険車とミサイルを搭載。ミサイルは、通常は隕石破壊用、ファイヤードラゴンとの対決の際には冷線ミサイル。尾部に離着陸用の履帯を格納しているほか、内部設定図では動力源である原子炉や太陽エネルギー吸収装置などの装備が確認できる。
機体強度は短時間であればゴジラの放射能火炎に耐えられるほどで、大気圏内での最大速度はラドンの飛行速度を上回る。
- 「ムーンライト」の名称は、ギリシア神話の太陽神アポローンに由来するアポロ計画にかけたものである。
- デザインは東宝特殊美術部の豊島睦が手掛けた。玩具メーカーのマルサンからの要望により、特撮テレビドラマ『サンダーバード』に登場するサンダーバード1号と『ウルトラセブン』に登場するウルトラホーク1号がモチーフになっている。可変翼や大気圏離脱用のブースターなど、本映画の製作当時に実現されていなかったアイデアを取り入れている。
- ミニチュア、1/20（大）・1/30（中）・1/60（小）の3サイズが作られた。ブースター付きは小サイズのみで、飛行シーンには主に大中サイズが用いられた。製作にはバルサ材が用いられ、表面はパテと塗装で加工している。
  - 小サイズのミニチュアは、1993年時点で東宝特殊美術課の倉庫に保管されていることが確認されていた。後に特撮監督の原口智生が現存するものから型取りし、FRPで復元している。
  - ミニチュアの一つは、台湾へ貸し出された際に色が塗り替えられた後、『ゴジラ』（1984年版）で倉庫を整理した際に処分されたと、同作品に参加していた樋口真嗣が証言している。

- 乗員の拳銃には、『怪獣大戦争』に登場したX星人の光線銃のプロップが流用されている。このプロップは、後の『ゴジラ対メガロ』や『ゴジラ対メカゴジラ』でも流用されている。また、大型銃は同年放送の特撮テレビドラマ『戦え!マイティジャック』第17話でナナを追うQ工作員の銃として流用されている。
- 乗員の宇宙服は、同年公開の映画『空想天国』（松森健監督）に登場するロボットの衣装への流用や、同年放送の特撮テレビドラマ『ウルトラセブン』第35話「月世界の戦慄」に登場するザンパ星人の宇宙服への流用を経て、銀色に塗装されて1974年公開の『ノストラダムスの大予言』に登場するニューギニア調査団の放射能遮蔽服に流用されている。
- 関連書籍では、怪獣ランドを母港とする同型機のオーラルミネスSY-7号が紹介されている。
- 『クレージーの大爆発』（1969年、古澤憲吾監督）では、予告編に本機の発進シーンがあるが、本編には登場しない。

探険車
ムーンライトSY-3号に格納されている宇宙用探検車。掘削用のメーサー砲を4門装備しており、そのうち大型の2門は分解しての携行も可能。
- 探検車は1尺サイズのミニチュアと実物大プロップが作られた。なお、ミニチュアの下部分は『モスラ対ゴジラ』などに登場した61式戦車の流用で、原型は『ゴジラ』（1954年）で制作されたM24軽戦車のものである。

監視ヘリコプター
怪獣ランド内で怪獣の監視に用いられるヘリコプター。機種はヒューズ・OH-6。

対怪獣用超音波障壁
作中では「磁気防壁」との説明がある。怪獣ランド周辺を取り囲む超音波障壁で、ラドンやバランなど飛行能力を有する怪獣が嫌う周波数が設定されており、怪獣を外海に逃がさないようにしている。

### 防衛軍
近未来という設定であるため、防衛軍の兵器はすべて架空のものとなっている。
多目的戦車

戦闘指揮車

ミサイルランチャー車

熱線砲ハーフトラック（放射トラック）
ミサイルランチャー車と同じくM3ハーフトラックをベースに、光線砲とみられる未知の兵器を搭載した車両。戦闘での活躍は描かれておらず、性能は不明。
- 資料によっては、レーダーと解釈している。

支援ヘリコプター

都市防衛ミサイルシステム
東京を防衛するため、郊外地域に2連装ミサイルランチャー、皇居に隣接するビルディングに多連装ロケット砲を配備し、有事の際には地下コントロールセンターからの指示で展開し、怪獣を迎撃する。キラアク星人に操られたゴジラ、ラドン、マンダ、幼虫モスラを迎撃するも有効打を与えられず、東京を蹂躙されてしまう。
- テレビアニメ『新世紀エヴァンゲリオン』に登場する第3新東京市の兵装ビルは、本作品をモデルとしている。

小型ミサイル搭載ジープ
車体後部に対地ミサイルを2発搭載したジープ。対地ミサイルは地面に下ろして運用することも可能。富士の裾野に集結する怪獣たちを監視する防衛軍が用いる。

64式7.62mm小銃
全体が銀色に塗装されたものを、防衛軍の兵士たちが装備している。

### キラアク星人のメカニック
キラアク星円盤（キラアク円盤、キラアク星人円盤、キラアク星宇宙船）
キラアク星人が使用する円盤。直径は10メートル程度。複数が存在するが、そのうち1機は全体を高熱の炎で包んだ燃える円盤ファイヤードラゴン（ファイアードラゴン、ファイアー・ドラゴン、ファイアドラゴン）に偽装し、キングギドラを倒された後に最後の手駒として投入された。「燃える怪獣」とも称され、炎で包まれた機体にはラドンも近づけないなど、地球怪獣たちは打つ手なしとなったが、ムーンライトSY-3号の攻撃で撃墜されると円盤としての正体を現し、沈黙した。
- 資料によっては、ファイヤードラゴンを12番目の怪獣として紹介している。
- デザインは美術の井上泰幸が手掛けた。FRP製のミニチュアが作られた。ミニチュアは、1993年の時点で東宝の特殊美術倉庫に保管されているのが確認されていた。
- ファイヤードラゴンは作画合成によって表現している。
- 『まんが王』に掲載されたコミカライズでは、ファイヤードラゴンは火炎竜と呼称され、竜の形状で描かれている。

怪獣操縦器（怪獣操縦装置）
キラアク星人が怪獣をコントロールするための装置。怪獣だけでなく人間を操ることも可能。有効送信距離は約2,000キロメートル。
送受信機は岩石や椰子の実などにカモフラージュされている。

## 設定
国連科学委員会
国連の巨大科学機関。略称はUNSC。本部は東京に所在する。
小笠原諸島に海底牧場を建設し、魚類の養殖を行うとともに、陸上部には怪獣ランドを設けた。
そのほか、月面基地や人工衛星なども有する。
第2宇宙港
硫黄島にある国連科学委員会の宇宙港。ムーンライトSY-3号が発着し、地球と月を結んでいる。

### 怪獣ランド
小笠原諸島に建設された怪獣の研究施設
各怪獣の習性や本能に合わせて区画分けされており、共存を可能としている。地下のコントロールセンターでは、多くの科学者や所員たちが怪獣たちの研究や飼育に従事しており、怪獣が区域外に出ることを防ぐため、地上には怪獣ごとに嫌悪を示すガスを噴出する装置が設置され、空中には磁気防壁が張られている。
- 小笠原諸島は、本作品と同年にアメリカ施政権下から日本へ返還されていたことから舞台に選ばれた[56]。
- 設定では本島以外にも各怪獣が棲息する小島が点在するとされる[162]。
- コントロールセンター職員が使用する銃のプロップは、『ゴジラ対メカゴジラ』のブラックホール第3惑星人の銃へ流用された[163]。
- 後に『地球攻撃命令 ゴジラ対ガイガン』や『ゴジラ対メガロ』で怪獣たちの棲む怪獣島が登場するが、本作品の怪獣ランドとの関係性は明らかになっていない[164]。書籍『ゴジラ大百科 新モスラ編』では、キラアク星人による事件の後に怪獣ランドが無理な封じ込めを中止したものと推測している[164]。

## キャスト
- 山辺克男[出典 53]：久保明
- 真鍋杏子[出典 54]：小林夕岐子
- 白衣の美女[出典 55]（キラアク星人[出典 56]、キラアク星人首領[173]）：愛京子
- 吉田博士[出典 57]：田崎潤
- 大谷博士[出典 58]：土屋嘉男
- 西川[出典 59]：佐原健二
- コントロールセンター所員A[出典 60]（コントロールセンター所員[172]）[注釈 25]：黒部進
- 多田参謀少佐[出典 61]：伊藤久哉
- 杉山警備司令[出典 62]：田島義文
- 国際警察刑事[出典 63]：桐野洋雄
- 国際警察刑事C[出典 64]（国際警察刑事[172]）：草川直也
- 村の老農夫[出典 65]（老年の農夫[出典 66]）：沢村いき雄
- SY-3号乗員D[出典 67]（SY3号乗員技師D[80]）[注釈 26]：大前亘
- コントロールセンター所員B[165][66]（コントロールセンター所員[172]）[注釈 27]：鈴木和夫
- 村の巡査[出典 68]（巡査[80]）：佐田豊
- 岡田[出典 69]：当銀長太郎
- SY-3号乗員B[出典 70]（SY-3の乗員[4]、SY3号乗員技師B[80]）[注釈 28]：西条康彦
- SY-3号乗員C[出典 71]（SY-3の乗員[4]、SY3号乗員技師C[80]）[注釈 29]：久野征四郎
- 月基地の技師[出典 72]：丸山謙一郎
- コントロールセンター所員D[出典 73]（コントロールセンター所員[172]）[注釈 30]：伊吹徹
- SY-3号乗員A[165][39]（SY3号乗員技師A[80]）[注釈 31]：越後憲
- コントロールセンター所員C[出典 75]（コントロールセンター所員[172]）[注釈 32]：伊藤実
- 新聞記者[出典 77]（記者A[80]）：渋谷英男
- 若い科学者[出典 78][注釈 33]：勝部義夫
- 国際警察刑事B[出典 79]（国際警察刑事[4][80]）：坪野鎌之
- TTVアナウンサー[出典 80]：岡部正
- 将校[出典 81]：坂本晴哉
- 将校[出典 82]（司令部将校[202]）：緒方燐作
- 指揮車の兵[出典 83]：権藤幸彦
- 新聞記者[出典 84]（記者B[80]）：岡豊
- キラアク星人[204][注釈 34]：宮田芳子、佐川亜梨、宮内恵子
- キラアク星人[204][205][注釈 35]：森今日子
- キラアク星人[204][207][注釈 34]：高橋厚子
- ゴジラ[出典 85]、統合防衛司令部将校[出典 86]：中島春雄
- アンギラス[出典 87][注釈 36]、ゴロザウルス[出典 88]、病院の医師[出典 89]：関田裕
- ラドン[出典 90]：新垣輝雄
- キングギドラ[出典 91]：内海進
- ミニラ[出典 92]：小人のマーチャン
- 福沢俊夫[166][210]：池谷三郎
- 電子顕微鏡室の技師[出典 93][注釈 37]：ヘンリー大川
- スチーブンソン博士[出典 94][注釈 9]：アンドリュウ・ヒューズ

### キャスト（ノンクレジット）
- キラアク星人F[出典 95]：内山みどり
- キラアク星人G[出典 96]：田辺和佳子
- キラアク星人H[212][80]：石井美智子
- 防衛隊幹部[208][215]（司令部将校[216]）、テレビスタッフ[215][216]、避難民[216]：加藤茂雄[注釈 38]
- 防衛隊幹部：大川時生[出典 97]
- 防衛隊幹部[出典 98]（防衛隊員[195]）、国連科学委員会技師[195]、TVカメラマン[195]：川又由希夫（川又吉一[208]）
- 携帯テレビを持った地下鉄の客：大塚秀男[220][217]
- 防衛庁幹部：大仲清治[208][220]
- 怪獣ランド技師：由起卓也[221][217]
- 国連科学委員会技師：榊田敬二[222]、日方一夫[223]
- 記者：生方壮児[224]、千葉一郎[225]
- 国連科学委員会技師、避難民、防衛隊員、月基地技師：今井和雄[226]
- 国連科学委員会技師、記者、避難民、司令部将校：小松英三郎[190]
- 国連科学委員会女性技師：矢野陽子[227]
- 記者、統合防衛司令部将校、国連科学委員会技師：井上大助[228]
- 司令部将校：鈴木治夫[208][229]
- 司令部将校、記者：熊谷卓三[230]
- 避難する女：川口節子[231]
- 月基地技師：門脇三郎[187]
- 司令部将校、月基地技師、記者：大仲清治[208][232]
- 防衛隊将校：吉田静司[217]、篠原正記[208]、橘正晃[208]

## スタッフ
参照
- 製作：田中友幸
- 脚本：馬淵薫、本多猪四郎
- 音楽：伊福部昭
- 撮影：完倉泰一
- 美術：北猛夫
- 録音：吉沢昭一
- 照明：平野清久
- 編集：藤井良平
- 監督助手：谷清次
- 製作担当者：坂本泰明
- 整音：下永尚
- 音響効果：西本定正
- 現像：東京現像所
- 特殊技術
  - 撮影：富岡素敬、真野田陽一
  - 合成：向山宏
  - 美術：井上泰幸
  - 照明：原文良
  - 監督助手：中野昭慶
- 特技監修：円谷英二
- 特技監督：有川貞昌
- 監督：本多猪四郎

## 製作
監督は『怪獣大戦争』（1965年）ぶりに本多猪四郎がメガホンを取り、音楽も『怪獣大戦争』以来となる伊福部昭が担当。通称「怪獣総進撃マーチ」を中心とした人類側の楽曲、無機質なキラアク星人側の楽曲、怪獣側の楽曲の3種類で構成されている。特に「怪獣総進撃マーチ」は、伊福部によるマーチ曲で人気の1曲となり、『SF交響ファンタジー 第1番』でもクライマックス部分に用いられている。

### 企画経緯
企画当時、映画館の入場者数はすでに全盛期の4分の1まで落ち込んでおり、子供たちの興味も映画館での怪獣よりも妖怪やスポ根を題材にしたテレビ番組に向き始め、怪獣ブームにも陰りが見え始めていた。これらの要因から、東宝では莫大な製作費を要する怪獣映画を本作品で終了させることを見込んでいたが、前作『怪獣島の決戦 ゴジラの息子』の観客動員数を10万人上回る成績を上げたことにより、東宝の怪獣路線は継続されることとなった。特技監督の有川貞昌は、本多の起用や怪獣の総出演なども最後であることを意図してのことであったと述べている。
当初の仮題は『怪獣総進撃命令』であり、企画段階の仮題は『怪獣忠臣蔵』であった。1967年には関沢新一によって『怪獣総出動』という脚本も書かれており、『ゴジラの息子』と共に製作ラインナップに挙げられていた。特撮助監督を務めた中野昭慶は、本作品について「シネスコならではの企画」と掲げたうえで「シネスコだから歌舞伎の顔見世のようにあれだけ怪獣を並べられた」と語っている。有川は、本作品が最後であるということもあり、「歌舞伎の顔見世のようにそれぞれの怪獣をまんべんなく見せていった」と述べている。決定稿は1968年1月9日に印刷された。

### 特撮
本作品の特技監督は、前作『怪獣島の決戦 ゴジラの息子』（1967年、福田純監督）に引き続き、有川貞昌が務めた。予算の都合から一部のシーンのみに特撮を注力するかたちとなり、それ以外には過去の作品からの流用映像が用いられ、脚本にもどの映画の何の場面を流用するか指定されていたという。
ゴジラのスーツアクターを務めた中島春雄は、登場怪獣が多いためそれぞれの見せ場を作ったり段取りを考えるのに苦労したといい、怪獣らがファイヤードラゴンを見上げるシーンではただ立っているだけではなく、威嚇するような動きを指示するなど工夫していた。キングギドラとの戦闘シーンでも、操演の首が想定通りの動きをするとは限らないためアドリブが多かったという。
富士地底の基地で、竪穴から上昇したキラアク星人の円盤がそのまま水平移動して横穴へ飛行しながら進入していくカットがあるが、これは滑車を組み合わせた支点をいくつも使って曲線的な動きを採り入れた、ピアノ線による職人芸ともいえる操演であり、マンダがモノレールに絡みつくシーンと合わせ、有川も会心の特撮と述懐している。撮影では第8ステージのセットに穴を空けており、『宇宙大戦争』で問題になった経験（詳細は宇宙大戦争#特撮を参照）から、守衛にわからないよう隠されていた。
防衛軍のミサイル攻撃のシーンでは、発射台のミサイルの先端からピアノ線をスタジオの上部に取り付けたバネにつなぎ、火薬の点火で固定具が溶けると同時に勢いよく飛び出すよう工夫しており、発射時の白煙がまっすぐ伸びるリアルな映像となっている。一方、ミサイルの発射時と怪獣への着弾時では周囲の風景が異なっているため、場面のつながりがわかりにくくなっている。
怪獣ランドのヘリコプター主観のカットでは、クレーンを使った俯瞰撮影が行われ、効果をあげた。キラアク星人の基地は不燃性素材で作られ、「現実感を」との有川の意向で火炎放射器を使って炎上爆発シーンが撮影されるなど、さまざまな技法が試みられている。有川は、爆発シーンはただ火薬を使うのではなく、崩壊する様子も見せることで、徐々に誘爆していくイメージを表現したと述べている。
美術チーフを務めた井上泰幸による、ムーンライトSY-3号やキラアク星人の円盤、月面基地など、そのシャープな感覚がSFを題材とした本作品のイメージを高めており、有川は井上の美術を「時代劇が現代劇になったような感じ」と評している。
本作品で使用されたモノレールや急行列車のミニチュアは、2014年時点で現存が確認されている。

## 再上映
1972年（昭和47年）の「東宝チャンピオンまつり」冬興行では、『ゴジラ電撃大作戦』と改題されている。上映時間は74分。観客動員数は未発表。公開時には、朝日ソノラマより『ゴジラ電撃大作戦』名義でサウンドトラック盤も発売された。
2021年、日本映画専門チャンネルによる4Kデジタルリマスター化の際に地方興行用プリントからオリジナルの予告が発見され、それを元にオリジナル予告が復元されている。
同時上映は『怪獣大奮戦 ダイゴロウ対ゴリアス』『パンダコパンダ』。

## 映像ソフト化
- 8mmフィルム
  - 大沢商会から、1972年ごろに本編映像を8mmフィルムで再編集したものが、ソノシートと絵本のセットにして「巨竜マンダ」、「怪獣オリンピック」、「オール怪獣集合せよ」とそれぞれ発売された。
- VHS 品番 TG1165[6]。
  - 1991年12月1日に廉価版発売[31]。品番TG4295[出典 104]。
- レーザーディスク
  - 品番 TLL2058[6]、TLL2232[250]。VHDも発売された。
  - 1989年11月21日に再発売[251]。
  - 1992年8月1日に発売されたLD-BOX「ゴジラ激闘外伝」に、東宝チャンピオンまつり版が収録された[252]。
- DVD
  - 2003年8月21日にジュエルケース版が発売[253]。上記の8mmセットも特典収録されている[253]。オーディオコメンタリーは谷清次[253]。
  - 2005年4月22日発売の「GODZILLA FINAL BOX」にも収録されている[254]。
  - 2008年2月22日発売のトールケース版「ゴジラ DVDコレクションII」にも収録されており、単品版も同時発売[255]。
  - 2014年5月14日には「ゴジラ60周年記念版」として、期間限定の廉価版が発売[256]。
    - 劇場用予告編はオリジナル紛失のため、『ゴジラ電撃大作戦』の予告編が収録されている。

  - 2016年6月15日、東宝DVD名作セレクション版発売[257]。
- BD
  - 2014年7月16日に発売[258]。

## 漫画
- まんが王：1968年7月号付録（作画：井上智、成田マキホ）[出典 105]
- 朝日ソノラマウルトラブックス 1968年7月15日発売（作画：堀江卓）[261]

## その他の作品
1968年7月10日に朝日ソノラマよりソノシートが発売された。1971年7月20日にも発売された。
1968年には、ケイブンシャでもソノシートを発売している。